# Aina Maria Castillo Ferrer
Aina Maria Castillo Ferrer (Palma, 1971) és una política mallorquina del Partit Popular de les Illes Balears.
Llicenciada en Dret per la Universitat de Navarra. Militant del Partido Popular. Fou elegida diputada a les eleccions al Parlament de les Illes Balears de 2003 i 2007. Del 2003 al 2007 va ser consellera de Salut i Consum del Govern de les Illes Balears.